# Ben Hopkins
Ben Hopkins (nascut el 1969) és un director de cinema, guionista i novel·lista britànic.
La seva pel·lícula Simon Magus va entrar a la competició del 49è Festival Internacional de Cinema de Berlín l'any 1999. i va guanyar el premi al millor director al XXXII Festival Internacional de Cinema Fantàstic de Catalunya. El 2008 la se va pel·lícula, Pazar: Bir Ticaret Masalı (turc: The Market: A Tale of Trade) va guanyar premis als festivals de cinema de Locarno, Gant i Antalya, on va ser la primera pel·lícula dirigida per un estranger en guanyar un premi a la competició nacional.
El 2021, Ben Hopkins va escriure una novel·la anomenada Cathedral. David Wiley en una ressenya sobre el Rain Taxi, escriu que Hopkins com a guionista i cineasta també utilitza moltes més al·lusions fílmiques que literàries, com ara fer referència a Monty Python en dos moments molt poc divertits i fer unes quantes picades d'ull cap a The Princess Bride, una altra obra d'un gran guionista/novel·lista.
Una altra pel·lícula destacada és Lost in Karastan, escrita amb Paweł Pawlikowski, i Inside, protagonitzada per Willem Dafoe.

## Filmografia
| Any  | Títol                        | Director | Guionista |
| ---- | ---------------------------- | -------- | --------- |
| 1999 | Simon Magus                  | Sí       | Sí        |
| 2000 | The Nine Lives of Tomas Katz | Sí       | Sí        |
| 2008 | Pazar: Bir Ticaret Masalı    | Sí       | Sí        |
| 2014 | Lost in Karastan             | Sí       | Sí        |
| 2023 | Inside                       | No       | Sí        |